# Благодарни
Благодарни (рус. Благодарный) град је у Русији у Ставропољском крају.

## Географија
Површина града износи 24 km².

## Становништво
| 1939.  | 1959.  | 1970.  | 1979.  | 1989.  | 2002.  | 2010.  |
| ------ | ------ | ------ | ------ | ------ | ------ | ------ |
| 16.100 | 14.900 | 20.168 | 22.706 | 27.828 | 34.500 | 35.725 |